# Pinus squamata
Pinus squamata är en tallväxtart som beskrevs av Xing Wen Li. Pinus squamata ingår i släktet tallar, och familjen tallväxter. IUCN kategoriserar arten globalt som akut hotad. Inga underarter finns listade i Catalogue of Life.